# Moussa al-Alami
Pour les articles homonymes, voir Alami.
Moussa al-Alami (موسى العلمي en arabe ; né le 8 mai 1897 à Jérusalem et mort le 8 juin 1984) était un nationaliste et un politicien palestinien. Son père était le maire de Jérusalem Faydi al-Alami et sa sœur mariée à Jamal al-Husseini, qui est l'oncle de Sirine Husseini Shahid.

## Origine
Les ancêtres de la famille Alami ont émigré au VIIe siècle d'Arabie au Maroc. Leur ancêtre Idris Ier avait fui les Abbassides de Bagdad, lors de la Bataille de Fakh. Durant le XIIe siècle, le cheikh Muhammed Al-Alami a assisté Salah al-Din lors de la croisade en expulsant les croisées de Palestine et du Liban.

La famille a joué un rôle prépondérant dans la vie civile et religieuse de Jérusalem pendant les siècles suivants.

## Son combat pour la Palestine
Selon Gilmour, qui a interviewé, Alami en février 1979 à Jéricho:
La ferme et l'école étaient deux grands succès jusqu'à la Guerre des Six Jours, Quand les deux tiers de la terre a été perdue et 26 des 27 puits détruits. L'armée israélienne a systématiquement bombardé le système d'irrigation, les buildings et les machineries d'alésage. La majorité du pays a été rapidement transformé en désert. Peut-être, en temps de guerre, une partie de la destruction était inévitable mais ce qui me semble tout à fait dur et indigne c'est le comportement des autorités israélienne depuis 1967. Un morceau de terre a été câblé pour des "raisons sécuritaires" puis il s'est transformé en camp militaire. Il est maintenant désert, [.....] les Israéliens ont refusé de lui permettre d'acheter l'équipement nécessaire pour reconstituer les puits endommagés ou pour forer des neufs. Alors il s'est mis à réparer manuellement quatre des puits les moins endommagés et avec ces derniers il pouvait récupérer une fraction de la terre et garder la ferme et le fonctionnement d'école. ..... Les Israéliens lui disent qu'il a maintenant trop d'eau - alors qu'il a moins d'un cinquième de ce qu'il a l'habitude d'avoir- et l'ont averti qu'ils fixeront une limite et qu'ils emporteront l'excédent pour leurs propres "projets" (c.-à-d. leurs projets de Colonie israélienne près de Jéricho). ..... Alami rit sur l'obsession du président Jimmy Carter au sujet des Droits de l'homme car il sait qu'elles n'ont jamais été respectés en Palestine. La  liberté et la justice sont des mots sans signification pour mon peuple et mon pays. Nous n'avons jamais su l'un ou l'autre. Il ondule vers sa ferme, le rêve d'un philanthrope qu'il avait brillamment réussi par le passé. Je n'ai aucun plaisir de cet endroit maintenant, il dit, je reste ici et je suis hors service. Je sais que pendant des années, les Sionistes avaient voulu se débarrasser de nous. Ils veulent que je m'en aille et ils me le disent. ils veulent construire un Kibboutz. Mais j'ai devoir envers mon peuple, un devoir de rester ici.
Musa Al-Alami est mort en 1984, et ses funérailles ont été organisées à la mosquée Al-Aqsa. Le checkpoint de Tsahal, à la sortie est de Jéricho (par lequel les voyageurs palestiniens vont en Jordanie, en passant par le pont d'Allenby) est appelé Musa Alami (après une ferme adjacente). L'emplacement est généralement connu comme « ferme de Musa Alami ».